# شركة الزاوية لتكرير النفط
شركة الزاوية لتكرير النفط (ARC) هي شركة تابعة للمؤسسة الوطنية للنفط (NOC)، تأسست بموجب القانون التجاري الليبي في عام 1976م. تقوم الشركة بتشغيل مصفاة الزاوية ، التي تم بناؤها في عام 1974 من قبل شركة سنامبروجيتي الإيطالية . تعد مصفاة الزاوية حاليًا أكبر مصفاة للنفط في البلاد بليبيا بعدها مصفاة رأس لانوف . وتشمل المنتجات الأولية النفتا والبنزين والكيروسين وزيت الغاز الخفيف (VGO) وزيت الوقود وزيوت التشحيم الأساسية والأسفلت والبنزين